# XI съезд КПК
XI съезд Коммунистической партии Китая проходил 12-18 августа 1977 года в Пекине. На съезде присутствовало 1510 делегатов при численности КПК на тот момент 35 млн человек. Съезд проходил в обстановке секретности.

## Обсуждаемые вопросы
- Политический доклад ЦК КПК (Хуа Гофэн).
- Доклад об изменениях в Уставе партии (Е Цзяньин).
- Обсуждение Культурной революции и группы четырёх.
- Выборы в Центральный Комитет КПК.

## Последствия
Съезд осудил деятельность группы четырёх во главе с Цзян Цин, объявил об окончании Культурной революции. Однако осуждения периода правления Мао Цзэдуна и Культурной революции не последовало. «Знамя Мао Цзэдуна» было объявлено в уставе «великим знаменем КПК».
В состав вновь избранного ЦК КПК вошли 201 член и 132 кандидатов в члены ЦК КПК. Пленум ЦК на своём первом заседании избрал Хуа Гофэна Председателем ЦК, Е Цзяньина, Дэн Сяопина, Ли Сяньняня и Ван Дунсина — заместителями Председателя; названные пять человек являлись членами Постоянного комитета Политбюро ЦК КПК.